# Gron (Cher)
Gron é uma comuna francesa na região administrativa do Centro, no departamento de Cher. Estende-se por uma área de 26,22 km². Em 2010 a comuna tinha 475 habitantes (densidade: 18,1 hab./km²).